# بنستون
بنستون (به انگلیسی: Bunceton) یک شهر در ایالات متحده آمریکا است که در شهرستان کوپر، میزوری واقع شده‌است. بنستون ۲٫۴۳ کیلومتر مربع مساحت و ۳۵۴ نفر جمعیت دارد و ۲۳۹ متر بالاتر از سطح دریا واقع شده‌است.